# Sondelfingen
Sondelfingen is een plaats in de Duitse gemeente Reutlingen, deelstaat Baden-Württemberg, en telt 6354 inwoners (2007).